# 阪急2800系電車
阪急2800系電車（はんきゅう2800けいでんしゃ）とは、かつて阪急電鉄（阪急）に在籍した電車である。元来は京都線の特急形車両として登場し、後に通勤形電車に格下げされた。

## 概要
1963年（昭和38年）の京都線河原町延伸に伴うダイヤ改正により、京都線の特急列車は15分間隔となった。編成は4両または5両編成となり、2扉クロスシート車の710系や1300系に加えて、当時増備中のロングシート車2300系も投入された。しかし、比較的乗車時間が長く、行楽利用を中心としたリピーターの多い京阪間では、3扉ロングシート車による特急は不評であり、四条河原町への乗り入れと特急大増発により、利用は大きく伸びたものの想定には届いていなかった。
京阪電気鉄道は、1963年に大阪のオフィス街で大阪市営地下鉄御堂筋線と接続する淀屋橋駅までの延長を機に、2扉クロスシートの特急車1900系を導入し、その飛躍的な利便性・快適性向上により、京阪間直通需要を拡大させていた。また、阪急の河原町駅と京阪の四条駅は、四条大橋を渡ってすぐの距離となり、片道阪急・片道京阪利用による京阪間移動が急増していた。
国鉄の京阪神快速は1950年（昭和25年）10月から1956年（昭和31年）11月までにかけて80系が投入されて以来80系が運用されていたが、1963年になれば乗降時間の短縮化が課題となり、山陽本線岩国～下関間電化に伴い80系は広島運転所へ転出し、代わりに1964年（昭和39年）8月を目処に113系を投入することが発表された。
このような状況を踏まえて、車両面でのサービス改善の要請が強くなった阪急では、特急用車両の製造が急浮上した。特急用車両は5両編成6本の30両が必要となったが、千里山線（現・千里線）延長用車両の予算の先行資分を含めて転用した。2300系をベースに2扉・転換クロスシートとした特急車として、1964年（昭和39年）7月に2800系が登場した。
1973年までに56両がナニワ工機および社名変更後のアルナ工機で製造された。

## 車体
阪急標準車体寸法を採用する2300系と共通の19m級全金属製車体である。2扉セミクロスシートで、扉間に転換クロスシートを配置し、両端の固定座席の背面に収納式の補助席を設け、閑散時の座席数を増やした。
側窓は2枚1組の連窓を採用、客用扉はラッシュ時を考慮して2300系と同じ1,300mm幅の両開扉が採用された。貫通路は風の吹き抜け防止のため、引き戸付きの狭幅貫通路となった。当初は両開き2扉はコンセプトに矛盾があるとして批判が集中したが、ラッシュ時にその有効性を発揮しており、後に他社でも同様の車両が見られるようになった。
側面の車両番号と社章は従来車よりも低い位置にあるが、これは窓が大きいことから強度確保のため横方向に補強材を入れており、その位置を避けたためである。
2800系の後継となる6300系では扉を車端に寄せて、運転台直後以外の全座席をクロスシートとした。6300系の後継である9300系では特急の途中停車駅の増加への対応から3扉セミクロスシートとなっており、特急車3世代それぞれが置かれた輸送状況の相違を物語っている。

## 主要機器
電装品とブレーキは2300系と共通であり、2300系との併結運用の実績もある。

### 電装品
制御器は電動カム軸制御器による抵抗制御と、トランジスタによる分巻界磁制御の組み合わせである。分巻界磁の制御はゲルマニウムトランジスタを用いた増幅器によってサーボモーターで円筒状に配された227段の界磁抵抗器（FR：Field Register）を超多段制御する方式で、定速度運転の指令速度は50、65、80、90、100、105km/hで2300系と同様である。1969年竣工の2847では、界磁チョッパ制御の装置が試用された。
主電動機は定格出力150kWの複巻補償巻線付き直流電動機を4台永久直列接続で使用、駆動方式は中空軸平行カルダンである。

### 台車
台車は同時期新造の2300系と同様、住友金属工業製のミンデンドイツ式金属ばね台車を標準とし、電動車は住友金属FS-345を、制御・付随車は住友金属FS-45をそれぞれ装着した。
2804・2854ほか車両番号の下1桁が「4」の編成では、汽車製造製シンドラー式空気ばね台車（KS-74A・KS-74B）を採用した。この台車は試用に終わり、後年増結された2844・2894はFS-345・45となっている。

### ブレーキ
ブレーキは2300系と同様、回生ブレーキ併用電磁直通ブレーキのHSC-Rである。
また2850形、2880形共にD3NHA形コンプレッサーが搭載されているが、8両編成化と同時に新製され組み込まれた2880形90番台車には新たに標準化されていた大容量のHB2000形コンプレッサーが搭載され、これによって組み込み先の2850形50番台車のコンプレッサーが撤去されている。

### 集電装置
パンタグラフは離線による回生制動の失効を避けるため、電動車各車に東洋電機製造PT-42-Lを2基ずつ搭載する。
M車のパンタグラフは、2300系と同様にパンタグラフの近接を避けるため、隣のTc車に搭載しており、このTc車は2860形として区別されていた。その後、Mc車のパンタグラフ2基でもM車へ給電可能なことが確認されたため、1966年の6両編成化時にTc車のパンタグラフは撤去され、最終増備編成の2867はパンタグラフ未搭載で竣工している。

## 車種
本系列は基本となった2300系と同様に、以下の4形式で構成される。
- 2800形（2801 - 2807、2811 - 2817）

梅田寄り制御電動車(Mc)。パンタグラフを2基搭載。
- 2850形（2851 - 2857、2861 - 2867）

河原町寄り制御車(Tc)。2860番台は新製時、2830形への給電用にパンタグラフを2基搭載していた（1966年製の2867は当初からパンタグラフ未設置）。
- 2830形（2831 - 2837、2841 - 2847）

中間電動車(M)。パンタグラフは搭載しない。2840番台は1968年製。
- 2880形（2881 - 2887、2891 - 2897）

増結用に製造された付随車(T)。2880番台は1966年製、2890番台は1973年製で本形式唯一の新製冷房車。
形式番号は、新造計画が進む神宝線の本格的な昇圧即応車で形式を2500・2600とすることを考慮し、神戸線の2500に300を加えた2800系で先行した。その後、昇圧即応車は製造両数が相当数増加する見通しから2500・2600番台は採用されず、3000系・3100系となっている。

## 編成
編成はMc-Tcの2両編成を最小単位としたが、当初Mc-Tcの2両編成とMc-M-Tcの3両編成を組み合わせた5両編成で登場し、乗客の増加に合わせて3両編成用T車、2両編成用M車、T車と徐々に1両ずつ増結し、1973年に全7編成が4両編成+4両編成による8両編成となっている。
そのため、実際にはMc-Tc+Mc-Tcの4両編成以上で運用され、1971年から開始された後述の冷房改造までは、事故・検査等のやむを得ない場合に、2800形と2850形に挟まれた2・3・4両編成単位でシステムが同一の2300系編成と差し替えて、同系との連結にて営業運転が実施されるケースがあった。
5両編成時代には梅田方に2両編成が来るように連結されており、2800形0番台車が先頭に立っていたが、1966年の6両編成化に際し、梅田駅の構造の影響で編成前部に乗客が集中する傾向があったことから、少しでも収容能力の向上を図るために編成を組み替えて、梅田からMc-Tc+Mc-T-M-TcをMc-T-M-Tc＋Mc-Tcとする作業が実施された。この結果2800形2810番台車が梅田方の先頭に立つようになり、トップナンバーである2801が先頭に立つことは以後なくなった。
なお、この編成組み替えに伴う増結順序の関係で、運転台付き車両と中間車の番号は4両単位で一致しておらず、例えば8両編成時代の第4編成の場合、梅田方から2814-2884-2834-2864+2804-2894-2844-2854となっていた。
| 2800 (2800) | 2850 (2850) |  | 2800 (2810) | 2830 (2830) | 2850 (2860) |
| Mc          | Tc          |  | Mc          | M           | Tpc         |

| 2800 (2810) | 2880 (2880) | 2830 (2830) | 2850 (2860) |  | 2800 (2800) | 2850 (2850) |
| Mc          | T           | M           | Tc          |  | Mc          | Tc          |

| 2800 (2810) | 2880 (2880) | 2830 (2830) | 2850 (2860) |  | 2800 (2800) | 2830 (2840) | 2850 (2850) |
| Mc          | T           | M           | Tc          |  | Mc          | M           | Tc          |

| 2800 (2810) | 2880 (2880) | 2830 (2830) | 2850 (2860) |  | 2800 (2800) | 2880 (2890) | 2830 (2840) | 2850 (2850) |
| Mc          | T           | M           | Tc          |  | Mc          | T           | M           | Tc          |

| 2800 (2810) | 2830 (2830) | 2850 (2860) |  | 2800 (2800) | 2880 (2890) | 2830 (2840) | 2850 (2850) |
| Mc          | M           | Tc          |  | Mc          | T           | M           | Tc          |

| 2800 (2810) | 2850 (2860) |  | 2800 (2800) | 2850 (2850) |
| Mc          | Tc          |  | Mc          | Tc          |

| 2811 | 2861 |  | 2801 | 2851 |  | 2815 | 2865 |  | 2805 | 2855 |
| Mc   | Tc   |  | Mc   | Tc   |  | Mc   | Tc   |  | Mc   | Tc   |

| 2305 | 2831 | 2377 |  | 2327 | 2841 | 2885 | 2378 |
| Mc   | M'   | Tc   |  | Mc   | M'   | T    | Tc   |

※編成各形式の括弧内は車両の番台を示す。また、2811Fなどの「F」はFormationの略記号で、編成を示す。つまり、この場合は「2811を先頭とする編成」を意味する。

## 製造
当初は2両+3両の5両編成で登場した。2両編成の0番台が大阪寄り、3両編成の10番台が京都寄りに連結された。
| ← 大阪京都 → | ← 大阪京都 → | ← 大阪京都 → | ← 大阪京都 → | ← 大阪京都 → | 竣工      |
| Mc           | Tc           | Mc           | M            | Tc           |           |
| 2801         | 2851         | 2811         | 2831         | 2861         | 1964年5月 |
| 2802         | 2852         | 2812         | 2832         | 2862         | 1964年7月 |
| 2803         | 2853         | 2813         | 2833         | 2863         | 1964年9月 |
| 2804         | 2854         | 2814         | 2834         | 2864         | 1965年7月 |
| 2805         | 2855         | 2815         | 2835         | 2865         | 1965年7月 |
| 2806         | 2856         | 2816         | 2836         | 2866         | 1965年7月 |
| 2807         | 2857         | 2817         | 2837         | 2867         | 1966年7月 |

1966年には6両編成化のための増結車が製造され、2810番台の編成に組み込まれた。この段階で、4両編成となった2810番台編成が大阪寄りに来るよう連結順序が変更された。
| ← 大阪 | 竣工       |
| T      |            |
| 2881   | 1966年8月  |
| 2882   | 1966年8月  |
| 2883   | 1966年8月  |
| 2887   | 1966年8月  |
| 2884   | 1966年10月 |
| 2885   | 1966年10月 |
| 2886   | 1966年10月 |

1968年からは、2800番台編成用の2830形が増備され7両編成となった。形式番号より若い2820番台とする意見もあったが、最終的には30番台以降の2840番台となった。
| ← 大阪 | 竣工       |
| M      |            |
| 2841   | 1968年11月 |
| 2842   | 1968年11月 |
| 2843   | 1968年12月 |
| 2844   | 1968年12月 |
| 2845   | 1968年12月 |
| 2846   | 1969年1月  |
| 2847   | 1969年1月  |

1971年より付随車の最終増備が行われ、8両編成となった。全車とも冷房車である。
| ← 大阪 | 竣工      |
| T      |           |
| 2891   | 1971年2月 |
| 2892   | 1971年2月 |
| 2893   | 1972年8月 |
| 2895   | 1972年8月 |
| 2896   | 1972年8月 |
| 2897   | 1972年8月 |
| 2894   | 1973年3月 |

## 主な改造

### 冷房化
1970年に製造された試作冷房車5200系での成果をもとに、量産冷房車の新造と在来車の冷房改造を行うこととなった。2800系は特急専用車として最優先で冷房化改造が実施され、1971年と1972年の短期間で終了した。
冷房装置は5200系と同じ冷凍能力8,000kcal/hの東芝RPU-2202Aを4基搭載し、ダクトで冷風を送る集約分散方式を採用した。冷風の吹出口は最初の冷房化改造車のため試作要素が強く、3面構造（逆台形）の風洞となっており、以降の冷房改造車がすべて新造車両と同様の平天井となったのとは異なっている。
パンタグラフ2基搭載のMc車（2800形）では、搭載スペースの不足から3基搭載となった。冷房能力の不足はクロスシート車の混雑の限界に収まると見込んだが、万一を考慮してM車2830形にパンタグラフ1基を移設して母線で結ぶことが可能なよう準備され、2830形の冷房搭載位置は京都方に偏っていた。結果的に冷房能力の不足が問題になることはなかった。

### 3扉ロングシート化
2800系の7編成に対し京都線特急の設定数は7運用（6編成使用・1編成予備）と余裕がなく、検査時にはロングシート車による代走が行われていた。特急車の増備の検討の結果、登場から10年を経過した2800系の増備ではなく新形式の導入となり、1975年に6300系第1編成を新製投入し、その後特急車の6300系への置き換えと2800系の一般車格下げが決定した。
1976年より第6編成（2816F）を最初として格下げ・3扉ロングシート車化が始まり、1979年の第4編成（2814F）の工事完了をもって全て3扉化された。
先行して3扉化された近畿日本鉄道6431系の調査を行うなど様々な検討の末、中央に当たる連窓1組を扉の開口部に充て、隣接する左右の窓各1枚を戸袋窓とした。この戸袋窓には鎧戸が取り付けられないため、青みを帯びた熱線吸収ガラスが使用された。
Mc車の冷房装置は、10,500kcal/h×3（東芝RPU-3003）に強化されている。ただし屋根スペースの問題で、3台の冷房装置のうち、両側の2台は外装カバーの寸法がやや小さくなっている。なおこの時、パンタグラフ下に残っていた非冷房時のモニター屋根が撤去されている（最初に改造された2816Fのみ存置）。
また、同時に先頭に立っている車両の標識板掛けが神宝線同様のものに取り換えられた。1982年より、優等列車運用の減少で必要のなくなった定速運転機能が廃止された。

## 運用

### 特急時代

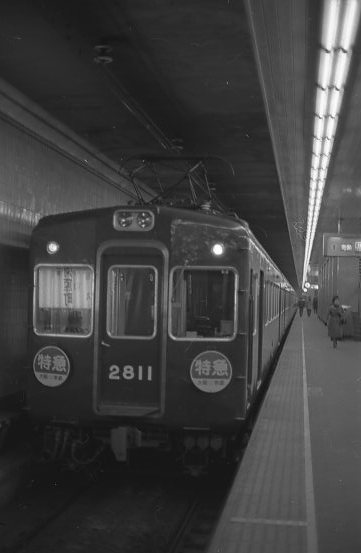
特急車時代の2800系特急（1970年代頃）

京都線の看板車両として特急や急行を中心とした運用に充当された。当初は6編成分が製造されたが、1966年に追加で1編成が製造された。2800系の評判は良く、当初5両編成であった京都線特急は8両編成にまで増結された。鉄道ファンの間では、特急の標識板を左右に掲げた2枚看板も好評であった。
1971年11月28日、梅田駅の京都線ホーム移設完成に合わせて京都線特急は再びスピードアップを行い、梅田 - 河原町間38分運転となった。1972年10月には8両編成運転を開始、1972年8月には全車が冷房車となり、1973年3月には全編成が8両編成となった。最盛期には1日900kmを超える運用もあった。
1971年に京阪が冷房・カラーテレビ付きの3000系（初代）を導入し日中以降15分ヘッド化、国鉄も1972年より急行列車用の153系を新快速に転用、日中15分間隔のパターンダイヤと京阪間最速（新幹線を除く）の29分運転を実現したこともあり、鉄道による京阪間移動需要は更に拡大し、1975年から1978年にかけての6300系の増備に伴い、2800系は3扉ロングシート化されて急行・各駅停車用に格下げされた。2扉クロスシート車としての2800系の運用は、1978年9月25日が最後となった。2800系の京都線特急車としての運用は長いものでも15年、短いものだと5年に満たない短期間で終了することとなった。

### 格下げ後

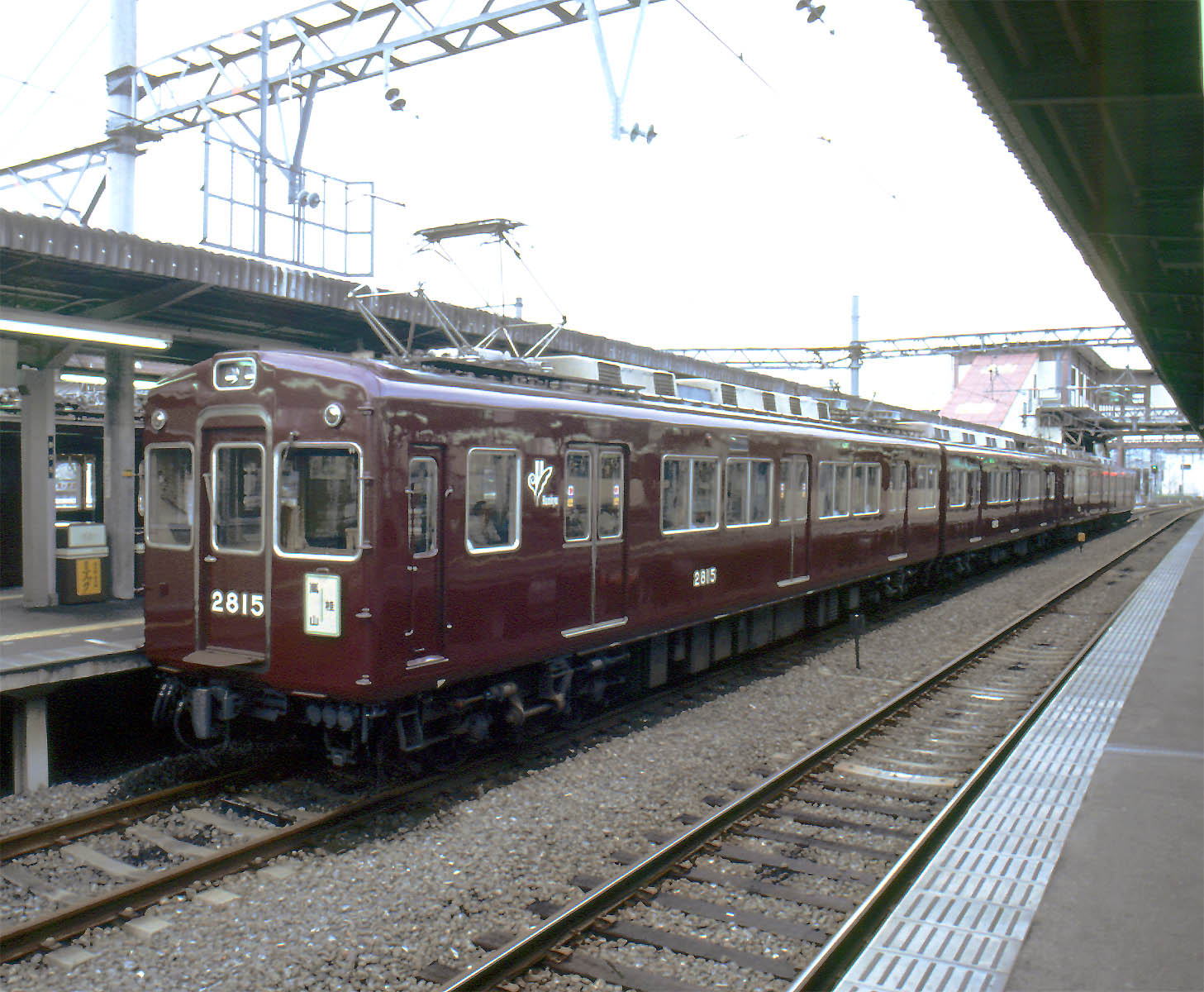
嵐山線4両編成運用時代の2815F
（桂駅・1995年）

特急運用からの撤退後も、8両編成で急行を中心に運用された。特急の代走に入ることもあり、その際は空気ばね台車の2814Fが優先して充当されている。2817Fは1981年に6両編成となり普通を中心に使用されたが、翌1982年に8両編成に復帰している。
1982年からの7300系の増備により、2800系は急行運用からも外れ、2880形2880番台車を抜いて7両編成化された。1985年の2816Fを最後に8両編成での運用は消滅し、その後は京都本線の普通・準急、梅田‐北千里間の普通が中心となった。編成から外された2880形は2両が2300系の7両編成化に、5両が神戸線5000系・5200系の増結に転用されている。
2300系への組込車には客用ドアの張り出しステップを取り付ける改造も実施され、最大幅が2,808mmに拡大した。5000系・5200系への組込車は、搭載されていたコンプレッサー、バッテリー等および屋根上の高圧母線が撤去され、さらに2両単位で5200系編成に組み込まれた車両については、一方の車両に組み込み先の編成と同一の60 kVAのCLG326M形MGが新たに設置された。その後、5000系に編入されていた2880形は、5000系種別・行先表示幕設置改造の際に5200系、2000系2071形との交換が実施された。
また唯一の空気ばね台車装備の2814Fより外された2884は、同じく空気ばね台車装備の2300系2311F編成に組み込まれたが、のちに同編成の台車振替に際してコイルばね台車のFS45に換装された（電機子チョッパ試験車の2311は空気ばね台車で存置）。
1991年5月に2815F、1992年6月に2811FがいずれもMc-Tc+Mc-Tcの4両編成で嵐山線運用となり、2300系の2303F・2309Fが本線へ一時転用された。この2800系も1995年8月16日に定期運用を終了し、残存2編成を併結した8両編成でさよなら運転が実施された。さよなら運転は複数回行われており、8月の運転では阪神・淡路大震災復旧後の神戸本線へ乗り入れ、10月15日・22日には京都本線梅田 - 桂を2往復し、最後となった10月29日の運転では宝塚本線、今津線に入線し、これをもって2800系は編成としての営業運転を終了した。

## 廃車
2800系は特急車として京阪間を走行し続けたため走行距離が格段に多く、制御装置の老朽化、冷房化改造の試作要素が強いことなど保守上の不利点が多いことから、早期の置換え対象となった。制御器の更新も見送られ、冷房化の関係で冷房装置駆動用電動発電機を通常のものとは独立した形で搭載していたことも、廃車が早まる要因となった。
1988年6月、2817Fの7両編成と神戸線に転属していた2883が廃車となり、2000系以降の阪急の新系列高性能車で初の廃車となった（能勢電鉄譲渡車や事故廃車を除く）。2817Fには1973年製造の最終増備車2897が含まれており、同車の製造から廃車までの期間は最短の15年9か月であった。
その後も8300系に代替（同時に3300系の7両編成化）される形で廃車が進み、1989年に2816F、1993年に2814Fと順次置換えが進められ、1995年には2813F、そして2812Fの廃車で7両編成グループの置換えが完了し、嵐山線用の2811F・2815Fの4両編成2本も同年中に廃車となり、編成としての本系列は消滅となった。
また、神戸線に転用され5000系などに組み込まれた2880形も、8000系の新製開始で余剰となった2000系のT車に順次置き換えられ、廃車となっていった。
なお、1995年の阪神・淡路大震災で被災した3109の代替として3022が3072Fから外された際、廃車待ち状態にあった2842が3022の補充用として活用され、主電動機や電動発電機を3000系用のものに交換の上で3072FにM'車として組み込まれ、今津線で短期間運用されていた。2代目3022の竣工に伴い、2842は同年11月に廃車となっている。
本系列の廃車に際しては、程度の良い中古車を探していた富山地方鉄道から車体の譲渡が打診されていたが、これは同社が計画していた2扉クロスシート車への復元に必要な転換クロスシートの調達がネックとなった。丁度同時期に廃車が始まった京阪3000系（初代）の座席を流用するという案も出されたが、それならば現役の2扉クロスシート車であるそちらの方が改造に要する手間が少なく低コストで済み、またその状態も良好であったことから、同系列が譲渡されることとなり、本系列の譲渡は実現しなかった。
1995年以降も、5200系5203Fに中間車2両（2881・2887）と、2300系2305Fに中間車3両（2831・2841・2885）の計5両が残存し、2831・2841は制御器を撤去のうえM'車となった。前者は8040形の増備により、1997年3月27日付けで廃車、後者は2001年（平成13年）3月24日の京都線ダイヤ改正を前に運用を離脱し、同年5月25日付で廃車となり、2800系は全廃となった。

## 編成表
| ←大阪梅田 京都河原町→ |      |      |      |      |      |      |      |
| Mc                    | T    | M    | Tc   | Mc   | T    | M    | Tc   |
| 2811                  | 2881 | 2831 | 2861 | 2801 | 2891 | 2841 | 2851 |
| 2812                  | 2882 | 2832 | 2862 | 2802 | 2892 | 2842 | 2852 |
| 2813                  | 2883 | 2833 | 2863 | 2803 | 2893 | 2843 | 2853 |
| 2814                  | 2884 | 2834 | 2864 | 2804 | 2894 | 2844 | 2854 |
| 2815                  | 2885 | 2835 | 2865 | 2805 | 2895 | 2845 | 2855 |
| 2816                  | 2886 | 2836 | 2866 | 2806 | 2896 | 2846 | 2856 |
| 2817                  | 2887 | 2837 | 2867 | 2807 | 2897 | 2847 | 2857 |

| ←大阪梅田 京都河原町→ |      |      |      |      |      |      |                                                                                        |                                          |
| Mc                    | M    | Tc   | Mc   | T    | M    | Tc   | 廃車                                                                                   | 備考                                     |
| 2811                  | 2831 | 2861 | 2801 | 2891 | 2841 | 2851 | 1992年3月25日（2891） 1995年11月1日（2811-2861-2801-2851） 2001年5月25日（2831・2841） | 嵐山線へ転用 2831・2841は2305Fへ組み込み |
| 2812                  | 2832 | 2862 | 2802 | 2892 | 2842 | 2852 | 1995年4月3日（2812-2832-2862-2802-2892-2852） 1995年11月14日（2842）                   | 2842は今津北線へ転属                     |
| 2813                  | 2833 | 2863 | 2803 | 2893 | 2843 | 2853 | 1994年11月1日                                                                          |                                          |
| 2814                  | 2834 | 2864 | 2804 | 2894 | 2844 | 2854 | 1993年4月16日                                                                          |                                          |
| 2815                  | 2835 | 2865 | 2805 | 2895 | 2845 | 2855 | 1991年5月20日（2835・2895・2845） 1995年11月1日（2815-2865-2805-2855）                 | 嵐山線へ転用                             |
| 2816                  | 2836 | 2866 | 2806 | 2896 | 2846 | 2856 | 1989年7月17日                                                                          |                                          |
| 2817                  | 2837 | 2867 | 2807 | 2897 | 2847 | 2857 | 1988年6月8日                                                                           |                                          |

2880形
| T    | 組み込み先 | 最終配置 | 廃車          | 備考 |
| ---- | ---------- | -------- | ------------- | ---- |
| 2881 | 5203F      | 今津北   | 1997年3月27日 |      |
| 2882 | 5012F      | 神戸     | 1989年7月17日 |      |
| 2883 | 5012F      | 神戸     | 1988年6月8日  |      |
| 2884 | 2311F      | 京都     | 1994年12月1日 |      |
| 2885 | 2305F      | 京都     | 2001年5月25日 |      |
| 2886 | 5202F      | 今津北   | 1992年8月28日 |      |
| 2887 | 5203F      | 今津北   | 1997年3月27日 |      |

## 保存車

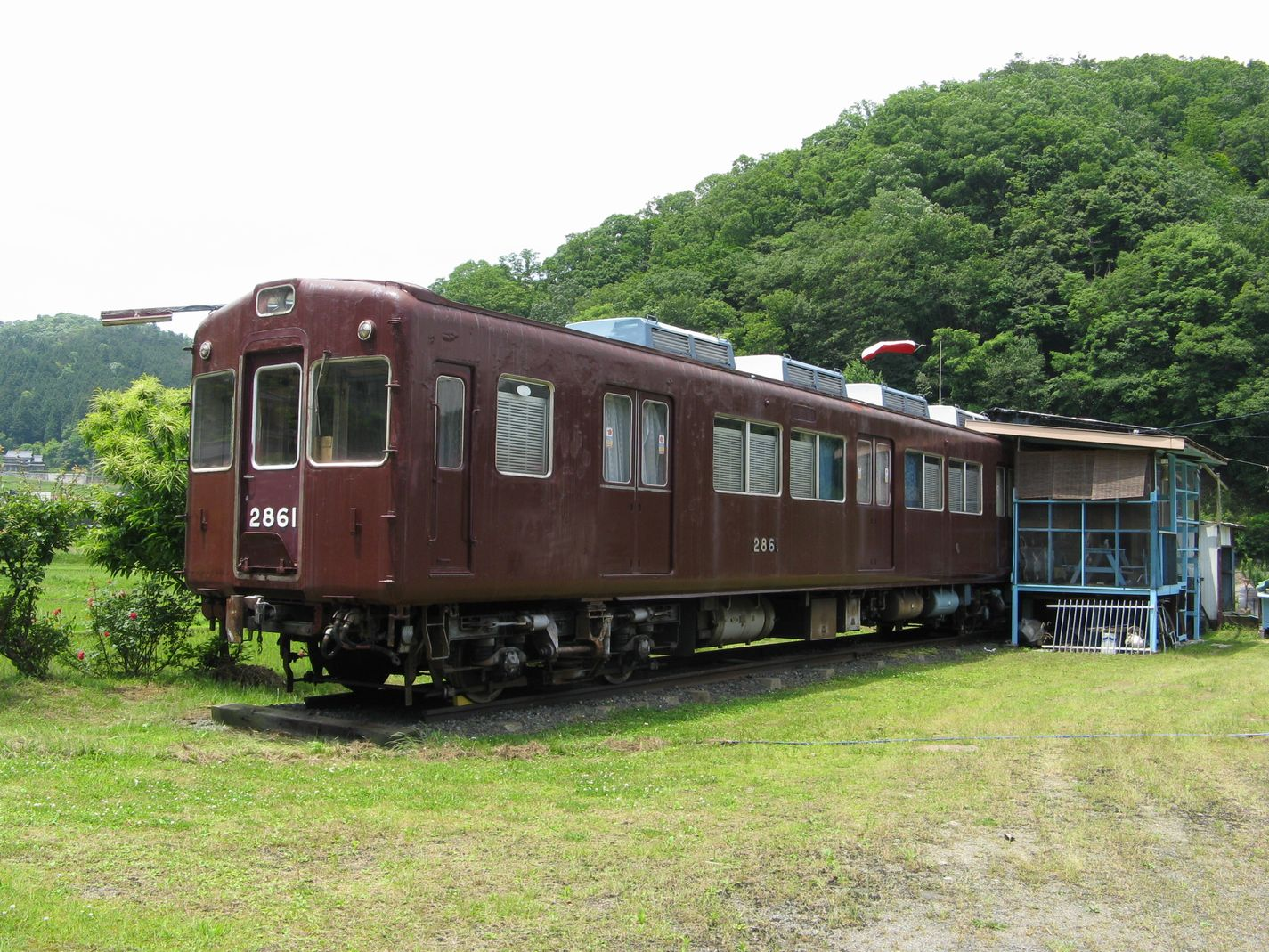
福知山市雲原の国道176号沿いに置かれた2861（2009年6月、国道上から撮影）

2861が外部に売り出され、京都府福知山市雲原の国道176号沿いに置かれ、飲食店として使われたのち、民家とされた。2023年時点でも保存されている。
また、2802-2862の2両のみ、2862の前面を6300系風の塗装に塗られた状態で正雀車庫内にしばらく残存していた（マルーンは通常より赤みが強かった）。
2801は、前頭部から3分の1ほどを残したカットボディとして平井車庫に保存されている。長らく一般向けの公開は行われていなかったが、2024年5月25日に開催された平井車庫での有料撮影会において、整備された状態で公開された。